# سرجس أنيق
سرجاس أنيق (الاسم العلمي: Sargassum elegans) هو نوع من الطلائعيات يتبع جنس السرجاس من فصيلة السرجاسية.